# Christoph Jezler
Christoph Jezler, parfois orthographié Christoph Jetzler, Christophe Ietzeler, ou Christophe Ietzler, né le 20 septembre 1734 à Schaffhouse  et mort le 5 septembre 1791 au Säntis, sur la commune de Schwende dans le canton d'Appenzell Rhodes-Intérieures, est un mathématicien suisse.

## Biographie
« Il part pour Berlin en 1763 auprès du mathématicien Euler.
Il fut quelques années architecte de la ville de Schaffhouse. »
« En été 1771, il élargit et approfondit ses connaissances à Paris et Londres, se consacrant particulièrement à des études astronomiques et mathématiques. […] Paris, avec son animation frivole, ne lui plut pas du tout. Au printemps 1772, il quitta Londres et retourna dans sa ville natale »/« Il fit à Paris un long séjour où il devint l'ami de D'Alembert, de Lalande, et de Cassini[Lequel ?] […]
En 1788, il fit construire, à ses frais, un asile pour orphelins. »/« Il soutint sans succès un projet d'orphelinat à Schaffhouse. »
Il entretient une correspondance avec Anna Barbara Reinhart, mathématicienne de son époque.
« Il mourut — probablement volontairement — en faisant l'ascension du Mesmer, près d'Appenzell, pour expérimenter un baromètre de son invention. Quinze jours après, deux montagnards retrouvèrent son corps.
[…] Ietzler n'a pas laissé de publications importantes. »